# 十条仲原
十条仲原（じゅうじょうなかはら）は、東京都北区の町名。現行行政地名は十条仲原一丁目から十条仲原四丁目。全域が住居表示実施済み区域である。

## 地理
東京都北区の中央部に位置し、王子地区内に属する。広義の「十条」地区の北部に当たる。東は中十条、南・西は上十条、北は赤羽西と接する。JR埼京線十条駅・赤羽駅間の線路の西側に広がる住宅街である。十条仲原二丁目と十条仲原三丁目の間を環七通り（都道318号環状七号線）が通過している。十条仲原四丁目の線路沿いには国鉄の官舎跡地に整備された清水坂公園がある。

### 地価
住宅地の地価は、2025年（令和7年）1月1日の公示地価によれば、十条仲原1-17-2の地点で55万4000円/m2、十条仲原4-9-3の地点で51万9000円/m2となっている。

## 歴史
1871年（明治4年）11月14日に浦和県（現埼玉県）から東京府に編入された。1889年（明治22年）の町村制施行時点では大部分が北豊島郡王子村（1908年に町制施行し王子町へ）大字上十条であった。王子町は1932年（昭和7年）に東京市へ編入され王子区へ移行し、大字上十条は上十条町となる。1939年に町名整理により上十条町の一部が十条仲原一～四丁目となった。
1947年（昭和22年）に王子区は滝野川区と合併し北区が成立。その後1967年に住居表示により十条仲原一・三・四丁目の全域及び十条仲原二丁目の一部（残りの一部は上十条五丁目に編入）が新たな十条仲原一～四丁目となり現在に至っている。

### 町名の変遷
| 実施後         | 実施年月日               | 実施前                 |
| -------------- | ------------------------ | ---------------------- |
| 十条仲原一丁目 | 1967年（昭和42年）5月1日 | 十条仲原一丁目（全域） |
| 十条仲原二丁目 | 1967年（昭和42年）5月1日 | 十条仲原二丁目（一部） |
| 十条仲原三丁目 | 1967年（昭和42年）5月1日 | 十条仲原三丁目（全域） |
| 十条仲原四丁目 | 1967年（昭和42年）5月1日 | 十条仲原四丁目（全域） |

### 地名の由来
「仲原」は大字上十条時代の小字に由来し、1939年に上十条町から分離する際に採用された。十条台地の野原の中央という意味。

## 世帯数と人口
2023年（令和5年）1月1日現在（東京都発表）の世帯数と人口は以下の通りである。
| 丁目           | 世帯数    | 人口    |
| -------------- | --------- | ------- |
| 十条仲原一丁目 | 1,126世帯 | 1,824人 |
| 十条仲原二丁目 | 923世帯   | 1,476人 |
| 十条仲原三丁目 | 760世帯   | 1,371人 |
| 十条仲原四丁目 | 735世帯   | 1,335人 |
| 計             | 3,544世帯 | 6,006人 |

### 人口の変遷
国勢調査による人口の推移。
| 年                 | 人口  |
| ------------------ | ----- |
| 1995年（平成7年）  | 6,435 |
| 2000年（平成12年） | 6,535 |
| 2005年（平成17年） | 6,410 |
| 2010年（平成22年） | 6,270 |
| 2015年（平成27年） | 6,006 |
| 2020年（令和2年）  | 5,962 |

### 世帯数の変遷
国勢調査による世帯数の推移。
| 年                 | 世帯数 |
| ------------------ | ------ |
| 1995年（平成7年）  | 2,943  |
| 2000年（平成12年） | 3,078  |
| 2005年（平成17年） | 3,148  |
| 2010年（平成22年） | 3,210  |
| 2015年（平成27年） | 3,156  |
| 2020年（令和2年）  | 3,265  |

## 学区
区立小・中学校に通う場合、学区は以下の通りとなる（2023年10月時点）。
| 丁目           | 番地                                                                                                   | 小学校               | 中学校                 |
| -------------- | --- | -------------------- | ---------------------- |
| 十条仲原一丁目 | 全域                                                                                                   | 北区立王子第五小学校 | 北区立十条富士見中学校 |
| 十条仲原二丁目 | 全域                                                                                                   | 北区立王子第三小学校 | 北区立十条富士見中学校 |
| 十条仲原三丁目 | 全域                                                                                                   | 北区立王子第三小学校 | 北区立十条富士見中学校 |
| 十条仲原四丁目 | 1〜5番 6番1〜2・7〜16号 7番2〜11号 8番8〜11号 11番1〜6・14〜26号 14番5〜12号 15番 16番9〜10号 17〜21番 | 北区立西が丘小学校   | 北区立十条富士見中学校 |
| 十条仲原四丁目 | 6番3〜6号 7番1・12〜19号 8番1〜7・12〜25号 9〜10番 11番7〜13号 14番1〜4・13〜14号 16番1〜8・11〜12号   | 北区立王子第三小学校 | 北区立十条富士見中学校 |

## 交通

### 鉄道
- JR埼京線 ■十条駅
  - 駅の所在地は上十条一丁目だが、駅のすぐ北が十条仲原一丁目である。

### 道路
- 東京都道318号環状七号線（環七通り）

### 路線バス
環七通り上に「十条仲原二丁目」バス停があり、以下の系統が通過する。
- 都営バス
  - 王78：新宿駅西口 - 高円寺駅入口 - 野方駅北口 - 中板橋駅入口 - 大和町 - 十条仲原二丁目 - 王子駅前
    - 北区側は王子駅をターミナルとし、西方向は環七通り沿いに板橋区板橋中央陸橋・練馬区豊玉・中野区野方・杉並区高円寺方面へ向かう系統。十条仲原を経由する路線では主力系統の一つ。多くは高円寺から東へ向きを変え新宿方面まで運行される。
- 国際興業バス
  - 王54/王54-2：王子駅前 - 北区神谷町 - 十条仲原二丁目 - 大和町 - 上板橋駅/上板橋駅前
    - 主力系統の一つ。北区側は王子駅をターミナルとし、西方面は板橋区大和町（板橋本町駅付近）まで環七通り上を走行し富士見街道に入って常盤台・上板橋駅方面へ向かう。

  - 赤27-2：赤羽車庫 - 十条仲原二丁目 - 鹿浜橋 - 西新井大師 - 西新井駅
    - 入出庫便であり、西新井駅行きは夜間、赤羽車庫行きは早朝のみの運行。終日運行される赤27系統・赤27-3系統は十条仲原二丁目を経由しない。

  - 赤95：赤羽駅東口 - 十条仲原二丁目 - 赤羽車庫
    - 他の路線の補完やバスの入出庫のために存在する系統で、上下共に運行本数は少ない。
- 国際興業バス・関東バス
  - 国際興業赤31/関東赤31：高円寺駅 - 野方駅北口 - 中板橋駅入口 - 大和町 - 十条仲原二丁目 - 赤羽駅東口
    - 王78と同じく環七通りに沿って高円寺方面へ向かう系統で、もう一つの主力系統となる。王78とは異なり赤羽駅をターミナルとする。

## 事業所
2021年（令和3年）現在の経済センサス調査による事業所数と従業員数は以下の通りである。
| 丁目           | 事業所数  | 従業員数 |
| -------------- | --------- | -------- |
| 十条仲原一丁目 | 150事業所 | 811人    |
| 十条仲原二丁目 | 90事業所  | 268人    |
| 十条仲原三丁目 | 25事業所  | 221人    |
| 十条仲原四丁目 | 14事業所  | 122人    |
| 計             | 279事業所 | 1,422人  |

### 事業者数の変遷
経済センサスによる事業所数の推移。
| 年                 | 事業者数 |
| ------------------ | -------- |
| 2016年（平成28年） | 319      |
| 2021年（令和3年）  | 279      |

### 従業員数の変遷
経済センサスによる従業員数の推移。
| 年                 | 従業員数 |
| ------------------ | -------- |
| 2016年（平成28年） | 1,562    |
| 2021年（令和3年）  | 1,422    |

## 施設
- 北区立西が丘小学校（十条仲原四丁目）
- 清水坂公園（十条仲原四丁目）
- 十条仲原郵便局（十条仲原一丁目）
- 十条銀座商店街（十条仲原一丁目）
- 北区立じゅうじょうなかはら幼稚園（十条仲原一丁目）

## その他

### 日本郵便
- 郵便番号 : 114-0031[3]（集配局 : 王子郵便局[17]）。